# King Seaways
Die King Seaways ist ein Fährschiff der dänischen Reederei DFDS, das auf der Route IJmuiden–Newcastle verkehrt.

## Geschichte

### Nils Holgersson(1987–1993)

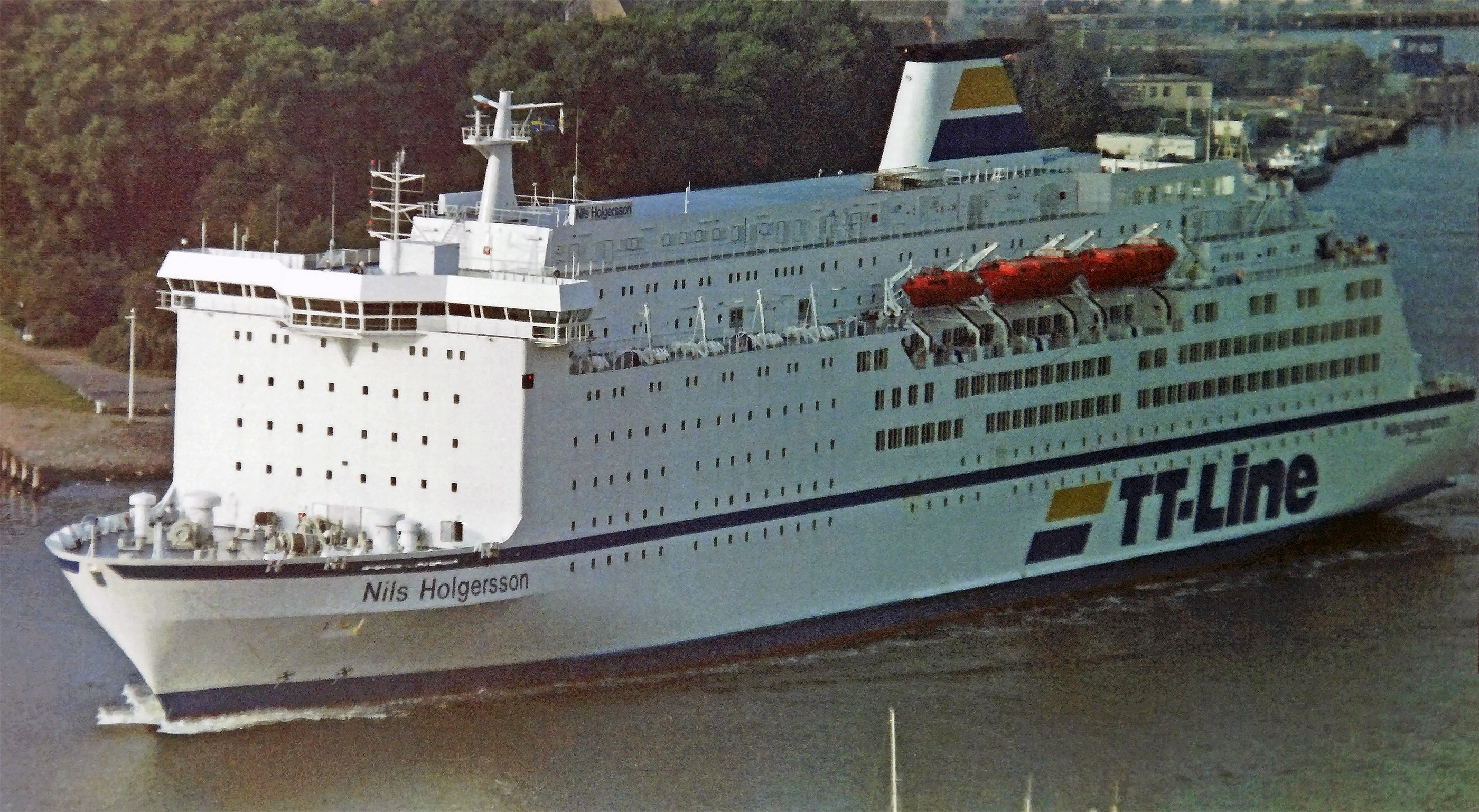
Nils Holgersson 1987 mit kastenförmigem Aufbau

Das Schiff wurde bei der Schichau Seebeckwerft AG, Bremerhaven, als Nils Holgersson gebaut und am 20. Februar 1987 an Wallenius Safe Felicia Ab abgeliefert. Heimathafen wurde Trelleborg. Sie wurde von der TT-Line auf der Strecke Travemünde–Trelleborg eingesetzt.

### Val de Loire(1993–2006)
Im Dezember 1992 wurde das Schiff an die Reederei Brittany Ferries verkauft und am 21. Dezember 1992 von der Route abgezogen.  Im Januar 1993 wurde das Schiff in Val de Loire umgetauft. Nach umfangreichen Umbaumaßnahmen, die von Januar bis Mai 1993 in der italienischen Werft INMA (Industrie Navali Meccaniche Affini SpA) in La Spezia durchgeführt wurden und bei denen das Schiff eine neue Bugsektion erhielt, wurde es zwischen Plymouth und Santander sowie Roscoff–Cork/Plymouth eingesetzt.
Im November 2005 wurde das Schiff an DFDS verkauft und am 19. Februar 2006 von der Route Caen–Portsmouth abgezogen.

### King of Scandinavia(2006–2011)
Das Schiff wurde im Februar 2006 in King of Scandinavia umbenannt und bedient seit dem 11. März 2006 die Strecke IJmuiden–Newcastle zusammen mit der Fähre Queen of Scandinavia.
Seit dem 29. Mai 2007 wird auch das Schwesterschiff, zunächst als Princess of Norway und seit 2011 als Princess Seaways auf der gleichen Route eingesetzt.

### King Seaways(seit 2011)
Am 27. Januar 2011 wurde das Schiff umbenannt und heißt jetzt King Seaways.
Am 28. Dezember 2013 brach gegen 22.45 Uhr ein Feuer in einer Passagierkabine aus. Das Schiff befand sich zu der Zeit circa 50 Kilometer vor der Küste von Yorkshire auf dem Weg nach Amsterdam. Das Feuer wurde rasch gelöscht, doch mussten sieben Personen wegen Rauchvergiftung per Hubschrauber ins Krankenhaus gebracht werden. Die King Seaways kehrte am folgenden Morgen nach Newcastle zurück. Es handelte sich um Brandstiftung. Ein 26-Jähriger und ein 28-Jähriger (dieser wegen Randale an Bord) wurden verhaftet.
2019 schlossen DFDS Seaways und Moby Lines einen Vertrag zum Verkauf der King Seaways und der Princess Seaways. DFDS Seaways sollte im Gegenzug die Fähren Moby Aki und Moby Wonder von Moby Lines übernehmen. Jedoch konnte Moby Lines die Schiffe nicht vertragsgemäß übergeben, woraufhin DFDS Seaways im Oktober 2019 den Vertrag kündigte.

## Schwesterschiffe
- Princess Seaways (ex Princess of Norway, Fjord Norway, Spir, Spirit of Tasmania, Peter Pan)
- GNV Atlas (ex Pride of Portsmouth, Olau Britannia)
- GNV Cristal (ex Pride of Le Havre, Olau Hollandia)